# 科爾·漢梅爾斯
科爾·漢梅爾斯（Cole Hamels、1983年11月27日—）是前美國職棒大聯盟的投手，擅投四縫線快速球、變速球及曲球 。

## 高中及選秀會
高中就讀聖地牙哥Rancho Bernardo高中。不少球探對此球員非常留意。但是因為高中第一年手臂骨折，包括聖地牙哥教士對他失去與趣。漢梅爾斯在2002年選秀會中在第一輪被費城費城人選中。

## 小聯盟
2003年漢梅爾斯被安排到1A球隊Lakewood藍鴉隊。在季末提升到高階1A隊克利爾沃特長尾鯊。之後兩季漢梅爾斯受到傷患困擾。2004年整季受到肘傷而被迫休養。2005年球季開始前，左手進行手術。不過再次於同季觸及舊患，錯過了整季比賽。2006年完全康復，為克利爾沃特上陣，然後提升至2A球隊雷丁費城人，更被提升至3A球隊史克蘭頓/威克斯-巴里紅勇士隊，在三場比賽中取得36次三振，只有一次保送及被對手取得一分。漢梅爾斯小聯盟生涯成績是14勝4敗，35場比賽中一共投出272次三振。

## 大聯盟

### 2006年

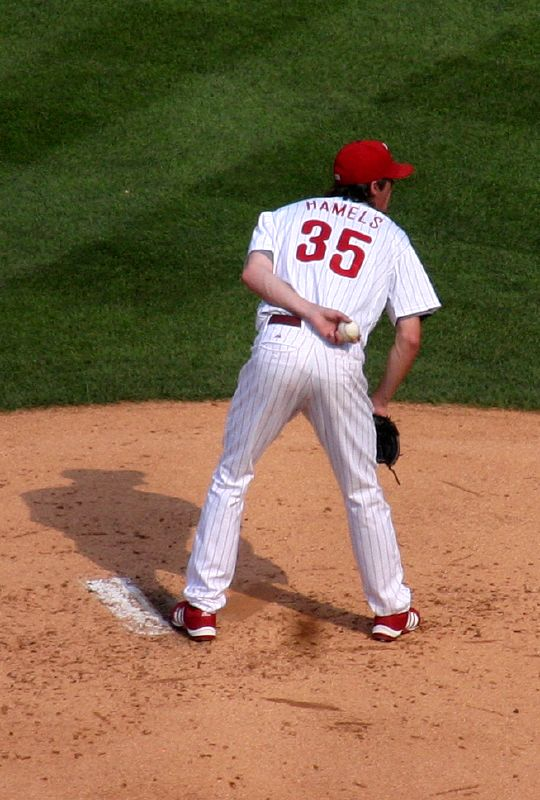
漢梅爾斯準備投球。

漢梅爾斯在2006年5月召回到費城人隊的登錄名單上 。5月12日首次在大聯盟比賽中亮相。投了5局沒有失分，被對手擊出一支安打，投出7次三振，不過有5次保送。不過替補他的後援投手Ryan Madson卻失兩分無法拿下勝投。6月6日面對亞利桑那響尾蛇取得第一場勝投，大勝對手10-1。8月14日對紐約大都會比賽中以13-0大敗對手，當中漢梅爾斯投了8局，投出9次三振。

### 2007年
2007年4月17日對辛辛那提紅人的比賽三振15名球員，完成大聯盟第一次完投。漢梅爾斯僅失一分、5支安打及2次保送5月16日對密爾瓦基釀酒人的比賽有機會造出完全比賽。在第七局保送了Rickie Weeks然後被J. J. Hardy擊出全壘打，費城人隊仍以6-2勝出比賽。2007年7月1日漢梅爾斯首次參加明星賽。8月22日被登錄到15天傷兵名單。9月28日對華盛頓國民的比賽中投了8局，三振13名打擊，協助球隊以6-0擊敗對手外，更協助球隊以首名晉身季後賽。

### 2008年

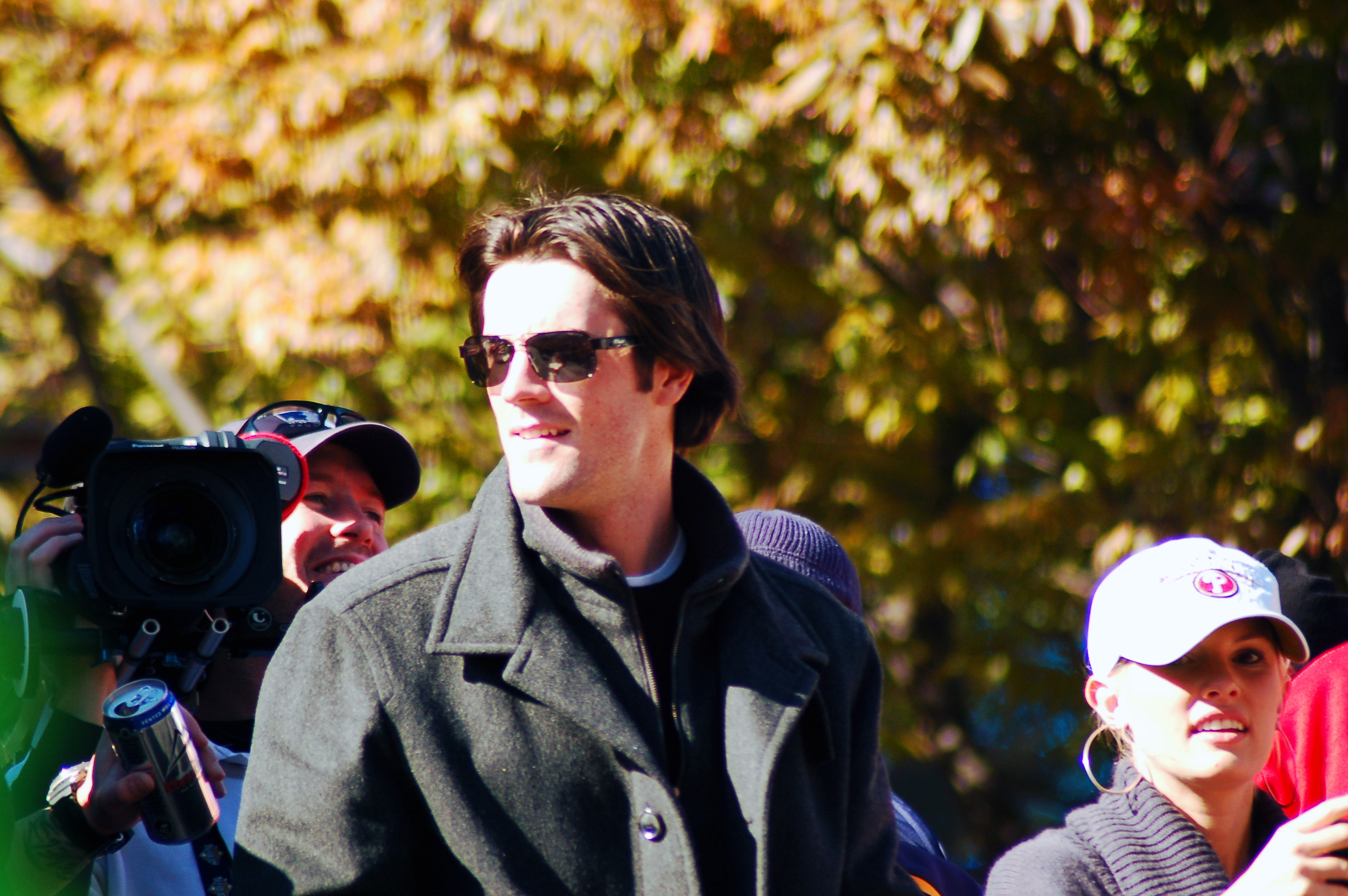
黑莫斯在費城參與封王遊行

3月，漢梅爾斯投訴費城人隊少付薪水，他與經理人John Boggs亦受到影響。 在季初漢梅爾斯在勝投（3勝）、防禦率（2.70）及投球局數（43⅓）數據領先。5月15日更造出大聯盟生涯中首個完封。6月5日在5-0擊敗辛辛那提紅人隊，漢梅爾斯做出另一個完投。6月的成績是3勝1敗，防禦率是2.60。
漢梅爾斯在美國聯盟分區賽對密爾瓦基釀酒人第一場比賽上陣，投了8局，造出9次三振，贏得第一場季後賽勝利。在國聯冠軍賽取得兩場勝投，防禦率1.93，成為國聯冠軍賽最有價值球員。在世界大賽中，漢梅爾斯在第一場及第五場比賽上陣，當中在第一場比賽投出勝投，在7局中只失2分，他在季後賽的總成績為4勝0敗，防禦率1.80。10月29日費城人隊在第五場比賽擊敗坦帕灣光芒，以4比1擊敗對手，漢梅爾斯成為了2008年世界大賽最有價值球員。

### 2009年
費城人開出3年2050萬美元合約完成續約。

### 2012年
與費城人達成6年1.44億美元續約，成為當時大聯盟左投第2大合約。

### 2015年
7月25日對芝加哥小熊投出生涯第一場無安打比賽,也是小熊隊近50年來首次被對手投出無安打比賽。
7月29日黑莫斯確定將被交易至德州遊騎兵，根據美媒報導，黑莫斯與Jake Diekman一同被交易到遊騎兵，費城人獲得Matt Harrison之外，還包括5名小聯盟新秀，黑莫斯離開效力10年的費城費城人，費城生涯累積114勝90敗，防禦率3.30，三振數1844。

### 2018年
7月28日被交易到芝加哥小熊隊。

## 個人生活
漢梅爾斯與妻子Heidi Strobel居於賓夕法尼亞州西切斯特，在2006年12月31日結婚。
漢梅爾斯擁有一個慈善基金會名為The Hamels Foundation。

## 外部連結
- 球員資訊和成績在MLB，ESPN，Baseball-Reference，Fangraphs，The Baseball Cube（英文）

| 前任： 麥克·洛威爾 | 世界大賽最有價值球員獎 2008年 | 繼任： 松井秀喜 |